# Palais Clam-Gallas de Vienne
Ne doit pas être confondu avec Palais Clam-Gallas de Prague.
Le Palais Clam-Gallas est un palais de style néoclassique situé à Vienne, en Autriche, construit en 1834-1835. Il était le siège de l'Institut français de Vienne jusqu'en juin 2016.

## Histoire
Le Palais Clam-Gallas a été construit en 1834 par le Prince Franz Joseph von Dietrichstein pour servir de résidence d'été. Il est situé dans un parc, aménagé en jardin à l'anglaise, qui appartenait à sa famille depuis 1690. L'architecte en était Heinrich Koch (de). Le bâtiment est dans un style néoclassique typique de la période Biedermeier. En 1850, le palais passa à la suite du mariage de Clotilde, petite-fille du Prince, avec Eduard Clam-Gallas.
Il est utilisé par les troupes américaines après la Seconde Guerre mondiale. Le 30 août 1951, la famille Clam-Gallas (de) le vend pour 4 300 000 Schilling à la République française à l'initiative du général Béthouart, qui en fait le siège de sa résidence de haut commissaire français en Autriche (1951-1955). En application de l'accord culturel franco-autrichien du 15 mai 1947, elle y installe par la suite l'institut français, situé auparavant au Palais Lobkowitz et construit sur une partie du parc le lycée français de Vienne, ouvert le 8 mai 1954. Dans la Liechtensteinstrasse, est aménagé à côté du lycée le « Studio Molière ». Le service de coopération et d'action culturelle de l'ambassade de France y est également installé à partir de 1980. 
Dans les années 1990, 2000 et 2010, la France envisage à plusieurs reprises de céder le palais pour des raisons économiques, tout en conservant la partie du parc où se trouve le lycée.
En 2015, la France déclare être en négociation avec le Qatar pour la vente de ce bâtiment. Ce projet susciterait l'opposition de Michael Häupl, bourgmestre de Vienne, du chancelier fédéral Werner Faymann et également du président de la République Heinz Fischer. En mi-novembre 2015, la transaction est finalisée et l'Institut français d'Autriche déménage l'année suivante[réf. souhaitée]. Le journal Le Point fait observer que la transaction a été réalisée sans appel d'offres réglementaire. L'ambassade qatari, nouvelle propriétaire, s'engage à restaurer le bâtiment en faisant appel à des experts locaux.

## Architecture
Le palais est un bâtiment néoclassique de deux étages avec un porche qui s'étend sur toute la partie avant et rappelle par ses colonnes doriques un temple grec. Le jardin arrière qui existait à l'origine n'existe plus, étant occupé dans sa plus grande partie par le lycée français.
À l'intérieur il y a un hall d'entrée à toit plat presque carré, à gauche duquel se trouve un escalier ouvert en porte-à-faux. Dans les ailes latérales, disposés symétriquement, deux autres escaliers en porte à faux.